# オディセ・ロシ
オディセ・ロシ（Odise Roshi, 1991年5月22日  - ）は、アルバニア・フィエル出身の同国代表サッカー選手。ディオーシュジュールVTK所属。ポジションは、ミッドフィールダー（右ウィング）。

## クラブ経歴
地元クラブのKFアポロニア・フィエルでキャリアをスタート。ユース時代にパリ・サンジェルマンFCのトライアウトを受験するも不合格だった。その後16歳でトップチームに昇格。
2008-09シーズン冬、KSフラムルタリ・ヴロラに移籍。UEFAヨーロッパリーグ 2009-10予選・マザーウェルFC戦では敗れたものの2試合で1得点を挙げた。
2011年5月19日、1.FCケルンにフリーで加入。2012年1月5日の1.FCカイザースラウテルン戦では72分の途中投入から99秒でゴールを挙げ、同カード22年ぶりの勝利に貢献した。
2012年8月6日、FSVフランクフルトに1年間のレンタルで加入。翌シーズンより完全移籍に移行し、2年契約を締結した。
2015年6月6日、HNKリエカにフリーで加入。契約は3年。2015年7月23日のUEFAヨーロッパリーグ 2015-16・アバディーンFC戦で加入後初出場。2015年10月4日のNKザグレブ戦で加入後初ゴール
2016年7月21日、FCテレク・グロズヌイに移籍。2018年8月18日のFCルビン・カザン戦で後半から投入されるが、左膝前十字靭帯を断裂し長期離脱となった。
2021年2月15日、ディオーシュジュールVTKへシーズン終了までの契約で期限付き移籍となることが発表された。
2021年8月9日、ボルスポルに1年契約で移籍した。

## 代表歴
2011年10月7日開催の親善試合・フランス戦でA代表デビュー。フル出場したが0-3で敗れた。

### ゴール
| No. | 開催日         | 開催地         | 対戦国             | 得点 | 結果 | 試合概要                    |
| --- | -------------- | -------------- | ------------------ | ---- | ---- | --------------------------- |
| 1.  | 2012年10月18日 | ティラナ       | スロベニア         | 1–0  | 1–0  | 2014 FIFAワールドカップ予選 |
| 2.  | 2017年6月14日  | ルクセンブルク | ルクセンブルク     | 0–1  | 2–1  | 親善試合                    |
| 3.  | 2017年9月2日   | エルバサン     | リヒテンシュタイン | 1–0  | 2–0  | 2018 FIFAワールドカップ予選 |
| 4.  | 2017年9月5日   | スコピエ       | 北マケドニア       | 0–1  | 1–1  | 2018 FIFAワールドカップ予選 |
| 5.  | 2019年9月10日  | エルバサン     | アイスランド       | 3–2  | 4–2  | UEFA EURO 2020予選          |